# Eupithecia medionotata
Eupithecia medionotata är en fjärilsart som beskrevs av W. Warren 1899. Eupithecia medionotata ingår i släktet Eupithecia och familjen mätare. Inga underarter finns listade i Catalogue of Life.